# Portada/efemèride agost 2
Videla, l'any del cop d'estat.
« 1 d'agost · 2 d'agost · 3 d'agost »